# Merionoeda melanopsis
Merionoeda melanopsis är en skalbaggsart som beskrevs av Francis Polkinghorne Pascoe 1869. Merionoeda melanopsis ingår i släktet Merionoeda och familjen långhorningar. Inga underarter finns listade i Catalogue of Life.